# Cragia distigmata
Cragia distigmata là một loài bướm đêm thuộc phân họ Arctiinae, họ Erebidae.